# 2063 Bacchus
2063 小行星英文名為 2063 Bacchus，其姓名由來為羅馬神話中的酒神巴克科斯，因此本小行星又稱為「2063 酒神星」。該小行星於1977年在美國帕洛馬山天文台發現。
經由雷達探測確認其體積1.11×0.53×0.50公里，屬於Q-型小行星。这颗小行星的绝对星等为55.27929714001105等。

## 外部連結
- NASA JPL小天體瀏覽器上的2063 Bacchus
- Asteroid Radar Group page